# Bahnhof Alsenz
Der Bahnhof Alsenz ist der Bahnhof der rheinland-pfälzischen Ortsgemeinde Alsenz. Er gehört der Preisklasse 6 der Deutschen Bahn AG (DB) an und verfügt über drei Bahnsteiggleise. Der Bahnhof liegt im Verbundgebiet des Verkehrsverbundes Rhein-Neckar (VRN) und gehört zur Tarifzone 861. Seine Anschrift lautet Bahnhofstraße 1.
Er liegt an der Alsenztalbahn Hochspeyer–Bad Münster und wurde am 16. Mai 1871 mit Eröffnung des Streckenabschnitts von Winnweiler nach Bad Münster in Betrieb genommen. 1903 wurde der Bahnhof Ausgangspunkt einer schmalspurigen Nebenbahn nach Obermoschel, die bereits 1935 stillgelegt wurde.

## Lage
Der Bahnhof befindet sich innerhalb des nordöstlichen Siedlungsgebietes der Ortsgemeinde Alsenz. Westlich von ihm verläuft die örtliche Bahnhofstraße.

## Geschichte
Um 1860 gab es erste Bestrebungen für einen Eisenbahnanschluss des Alsenztals. Damit sollte vor allem eine kürzere Route für den bislang über Mainz laufenden Transitverkehr in Nord-Süd-Richtung geschaffen werden. Nachdem der Streckenabschnitt Hochspeyer–Winnweiler bereits im November 1870 freigegeben worden war, folgte der Lückenschluss bis Bad Münster ein halbes Jahr später am 16. Mai 1871. Damit erhielt die an der Strecke liegende Gemeinde Alsenz ebenfalls einen Bahnhof.

Ansichtskarte Bahnhof Alsenz um 1910

Um die nahe gelegene Stadt Obermoschel ans Eisenbahnnetz anzuschließen, entstand eine in Alsenz beginnende Schmalspurbahn, die am 1. Oktober 1903 eröffnet wurde; damit wurde Alsenz zum Anschlussbahnhof. 1922 erfolgte die Eingliederung des Bahnhofs in die neu gegründete Reichsbahndirektion Ludwigshafen. Da die Strecke nach Obermoschel schwach ausgelastet war, wurde sie bereits 1935 stillgelegt. Im Zuge der Auflösung der Ludwigshafener Direktion wechselte der Bahnhof zum 1. April 1937 in den Zuständigkeitsbereich der Direktion Mainz.
Nach dem Zweiten Weltkrieg gliederte die neu gegründete Deutsche Bundesbahn (DB) den Bahnhof in die Bundesbahndirektion Mainz ein, der sie alle Bahnlinien innerhalb des neu geschaffenen Bundeslandes Rheinland-Pfalz zuteilte. Bereits 1971 gelangte er im Zuge der Auflösung der Mainzer Direktion in den Zuständigkeitsbereich ihres Saarbrücker Pendants. Im Jahr 2000 wurde der Bahnhof wie die gesamte Westpfalz zunächst Teil des Westpfalz-Verkehrsverbundes (WVV), ehe dieser sechs Jahre später im Verkehrsverbund Rhein-Neckar (VRN) aufging.
Zum Fahrplanwechsel 2014/2015 am 14. Dezember 2014 wurde im Zuge des Rheinland-Pfalz-Taktes 2015 die neue Regional-Express-Linie RE 15 zwischen Mainz und Kaiserslautern in Betrieb genommen, welche u. a. auch in Alsenz hält.

## Ausstattung

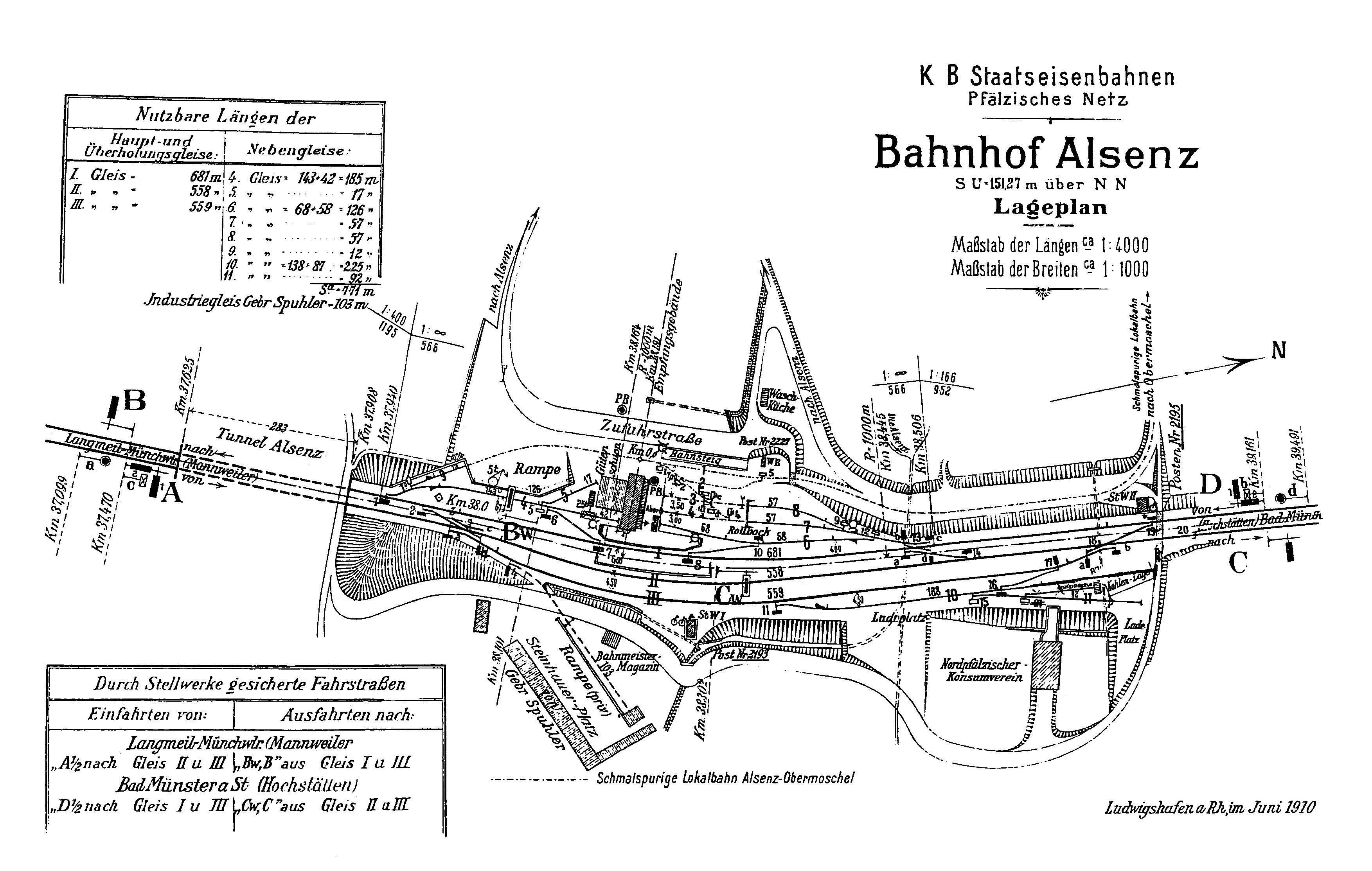
Gleisplan des Bahnhofs Alsenz von 1910

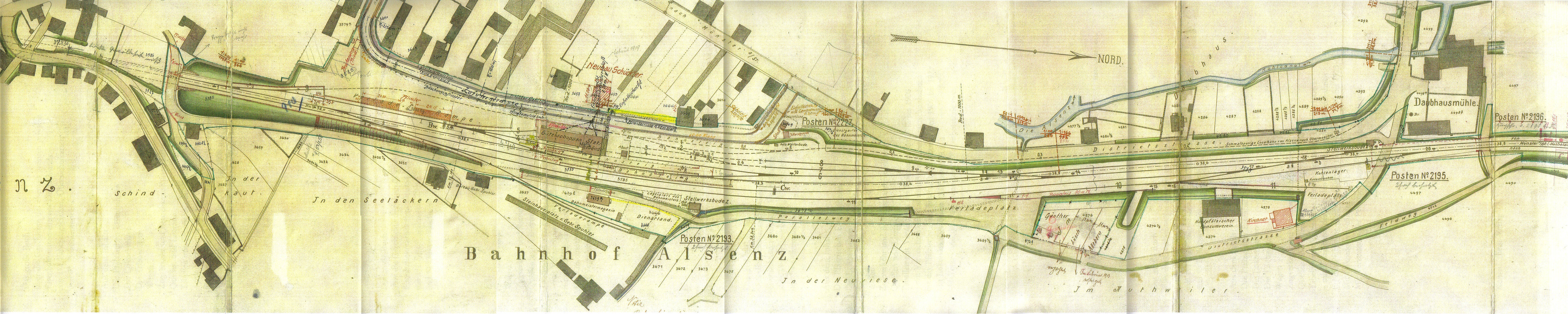
Streckenplan des Bahnhofs Alsenz von 1910 (mit Ergänzungen)

### Regelspurteil
Der Bahnhof besitzt zwei Durchgangsgleise sowie ein Überholgleis für den Personenverkehr. Der Haus- und der Mittelbahnsteig – ehemals Schüttbahnsteige – wurden im Jahr 2011 modernisiert. Auf der östlichen Bahnhofsseite ist noch ein Stück des ehemaligen Ladegleises des Landhandels (ehem. Nordpfälzer Konsumverein) vorhanden.
Zur Zeit seiner größten Ausdehnung (siehe den Bahnhofsplan von 1910) besaß der Bahnhof insgesamt 11 Gleise. Eines davon, das Gleis 9, laut Plan von 1910, konnte dank Kopframpe und entsprechender Ausstattung auch zur Verladung von schmalspurigen Fahrzeugen auf Transporteure mit Regelspur genutzt werden. Auf der östlichen Bahnhofsseite gab es zusätzlich noch das private Anschlussgleis der Steinhauerfirma Spuhler.
| Gleis | Nutzbare Länge | Bahnsteighöhe | Aktuelle Nutzung                        |
| ----- | -------------- | ------------- | --------------------------------------- |
| 1     | 177 m          | 55 cm         | Regionalbahn in Richtung Kaiserslautern |
| 2     | 120 m          | 55 cm         | Regionalbahn in Richtung Bingen         |
| 3     | 120 m          | 55 cm         | keine regelmäßige Bedienung             |

Zur Steuerung und Überwachung der Gleisanlagen und Signale standen zwei Stellwerke zur Verfügung. Das Stellwerk I befand sich etwa auf der Höhe des Bahnhofsgebäudes auf der östlichen Bahnhofsseite. Das Stellwerk II befand sich am nördlichen Bahnhofsende und bediente auch die daneben befindliche Schrankenanlage. Beide Gebäude existieren nicht mehr.

### Schmalspurteil
Auf dem straßenseitigen Vorplatz des Bahnhofsgebäudes befand sich der zweigleisige Schmalspurbahnhof. Diesem angeschlossen waren auf der nordwestlichen Seite mehrere Rangiergleise für den Güterverkehr. Zwei von ihnen waren mit Rollbockgruben ausgestattet und erlaubten so den Übergang von Regelspurfahrzeugen auf Schmalspur. Mit Beendigung des Betriebes 1935 erfolgte auch der Rückbau dieser Gleise.

## Bauwerke

### Empfangsgebäude
Das Empfangsgebäude entspricht demjenigen Baustil, der innerhalb der Pfalz auf sämtlichen Bahnhöfen, die in den 1860er und 1870er Jahren entstanden, praktiziert worden war. Für den Bahnbetrieb selbst hat es keine Bedeutung mehr.